# Groot zeegras
Groot zeegras (Zostera marina) is een ondergedoken zeewaterplant (hydrofyt) die behoort tot de Zeegrasfamilie (Zosteraceae). De plant komt van nature voor in de kustgebieden van het Noordelijk halfrond en kan tot in 10 m en in enkele gevallen tot in 17 m diep water groeien.
De vaste plant wordt 20 tot 150 cm hoog en vormt witte, monopodiale wortelstokken. De lijnvormige bladeren zijn 20 tot 50 cm lang en 2 tot 9 mm breed met 3 tot 11 nerven, waarvan de buitenste nerf niet dicht bij de bladrand ligt. Oortjes ontbreken en de bladtop is afgerond.

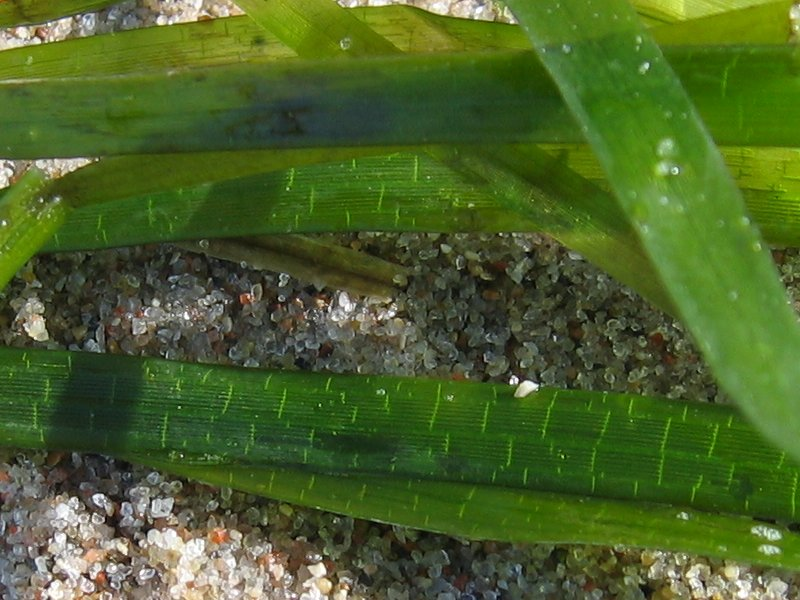
Bladeren

Groot zeegras bloeit van juni tot de herfst. Op de aar zitten twee rijen bloemen. De bloemen hebben geen kelk- en kroonbladen. De bestuiving vindt onderwater plaats. De stuifmeelkorrels zijn draadvormig.
De vrucht is een geribd nootje met een gespleten snavel dat door het water verspreid wordt. De vruchten worden ook door vogels en vissen gegeten, wat zorgt voor verdere verspreiding van de plant.

## Nederland
De plant komt voor in ondiepe gebieden van de Waddenzee en de zeearmen en vormt daar onderzeese graslanden die van belang zijn als foerageergebied en voor de eiafzetting van vissen en andere waterdieren.
Ze staat op de Nederlandse Rode lijst van planten als zeldzaam en sterk afgenomen. In Nederland is de plant vanaf 1 januari 2017 niet meer wettelijk beschermd. Sinds de jaren 1930 is de plant sterk achteruitgegaan, daarvoor was er in het Nederlandse kustgebied en de Zuiderzee 6.000 tot 15.000 hectare groot zeegras. Een van de mogelijke oorzaken is de aantasting door de slijmzwam Labyrinthula zosterae in het hele Noord-Atlantische verspreidingsgebied.
Sinds 2018 wordt gepoogd met zaaigoed uit het Duitse waddengebied nabij het eiland Griend, op de droogvallende wadplaat Grienderwaard, velden met groot zeegras aan te leggen die zichzelf in stand houden. Tussen 2018 en 2022 nam het areaal toe van 30 tot 650 ha. Dat zijn meer dan een miljoen planten.

## Gebruik
Groot zeegras werd vroeger gebruikt als bouwmateriaal voor wierdijken en als vulling in matrassen en kussens en voor behandeling van reumatische klachten. Tussen 1850 en 1930 vormde de wiervisserij op Wieringen een belangrijke bron van inkomsten.
De wortelstokken en de onderste stukken van de bladscheuten zijn eetbaar. De plant is een voedselplant voor onder andere rotgans en smient.